# 나가나와 마리아
나가나와 마리아(일본어: 長縄 まりあ, 1995년 8월 5일 ~ )는 일본의 여성 성우이다. 아이치현 오카자키시 출신. 아임 엔터프라이즈 소속.

## 출연 작품

### 극장판 애니메이션
- 2025년 영화 코바야시네 메이드래곤 외로움쟁이 용 - 칸나 역